# Richard Übelhör
Richard Übelhör (* 4. Juli 1901 in Wien; † 15. September 1977 ebenda) war ein österreichischer Urologe.
Richard Übelhör wurde nach dem Medizinstudium Sekundararzt der Krankenanstalt Rudolfstiftung. Er war von 1928 bis 1937 Operateur und Assistent an den Chirurgischen Universitätskliniken in Graz und Wien, dann wurde er Primarius der Urologischen Abteilung am Krankenhaus Lainz. 1938 erfolgte seine Habilitation für Chirurgie. Nach dem „Anschluss Österreichs“ wurde er seiner Funktionen enthoben, im Zweiten Weltkrieg war er als Militärarzt tätig. Nach Kriegsende 1945 wurde er zum außerordentlichen Professor ernannt, 1967 dann zum ordentlichen Professor. Unter seinen wissenschaftlichen Publikationen ist sein Beitrag über die Chirurgie der Niere in Kirchner-Nordmanns Handbuch Die Chirurgie bekannt.